# Kendama

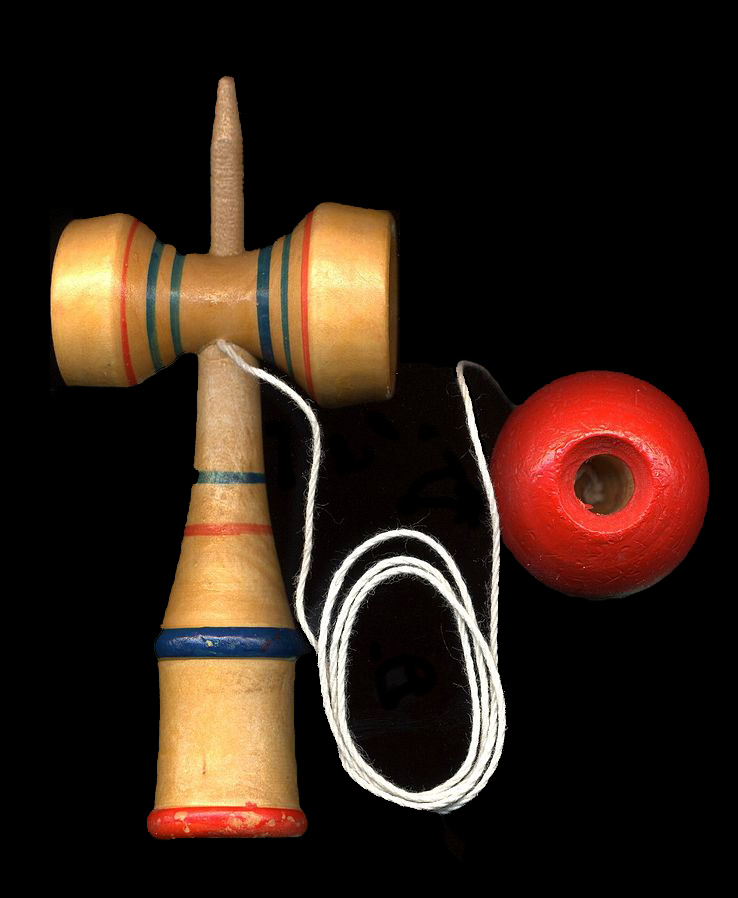
Kendama

Il kendama è un giocattolo giapponese formato da un pezzo di legno di forma conica connesso per mezzo di una cordicella ad una sfera di legno. Ha a lungo goduto di popolarità in Giappone, tra bambini e adulti. Anche se può sembrare semplice a prima vista, il kendama è un gioco profondo, con migliaia di diverse tecniche che possono portare a diventare giocatore master. Il gioco si dice essere utile allo sviluppo della concentrazione. Questo giocattolo tradizionale non è più solo un divertimento, ma sta diventando uno sport competitivo, con gare che si svolgono in tutto il Giappone.

## Storia del Kendama
Molti possono pensare che Kendama sia stato inventato in Giappone, ma non è così. Esistono molte teorie, ci sono documenti che indicano che la Kendama è nata in Francia nel XVI secolo. Esistono teorie secondo cui questo gioco è stato sviluppato in Grecia o in Cina, ma non si conosce la verità.
In Francia, questo gioco è stato chiamato Bilboquet. Bil significa palla, e Boquet significa piccolo albero. Questa parola esprime il fatto che il gioco venga giocato con una pallina di legno. Il gioco, come veniva giocato un tempo era diverso da quello che noi conosciamo come il Kendama di oggi, c'era una tazza grande e una piccola tazza alle due estremità di un bastone, a cui era attaccata una palla con una cordicella. Il giocatore doveva continuamente far saltare la palla, alternando tra le due coppe.
Il Kendama si crede essere arrivato in Giappone attraverso la Via della seta tra il 1603 e il 1868 a Nagasaki. A quel tempo, il Kendama era un gioco per soli adulti perché era una sorta di gioco da bevuta. Il giocatore che commetteva un errore veniva costretto a bere un altro bicchiere.
In Giappone, nell'era Meiji (1868-1912), il Ministero della Pubblica Istruzione ha introdotto Kendama nella relazione per l'istruzione dei bambini che ha proposto nel 1876, e il gioco a poco a poco ha iniziato a prendere piede tra i giovani. È stato chiamato Nichigetsu Ball (Palla Sole-Luna), perché la palla aveva l'aspetto di un sole, mentre la forma delle coppe basse scolpite nel legno ricordava uno spicchio di luna. Questo giocattolo conobbe un grande successo.
Dopo la Seconda Guerra Mondiale terminata nel 1945, il Kendama venne venduto nei negozi di dolciumi insieme ad altri giochi popolari, come menko, bidama, e beigoma. Nel 1975, Fujiwara ha creato delle regole standardizzate allo scopo di consentire a un maggior numero di persone di giocare insieme nello stesso modo.
I Kendama oggi sono composti da un bastone con una punta ad una estremità, tre tazze, e una palla con un piccolo foro. Le tazze su entrambi i lati del bastone sono chiamati la tazza grande e piccola tazza. La palla è collegata al bastone da un cordino di spago di circa 40 centimetri. Alla fine del bastone c'è una punta con la quale il giocatore può tentare di infilzare la palla. All'altra estremità del bastone è una coppa chiamata la coppa media.
Il gioco è fondamentalmente giocato in modo che la palla cada in una delle tazze o che la palla venga infilzata con la punta del bastone. Anche se può sembrare semplice, ci sono un numero quasi illimitato di specifiche tecniche per farlo.
Con una serie di regole specifiche, il Kendama cominciò a crescere di popolarità come uno sport competitivo. In aggiunta al premio del Ministro della Pubblica Istruzione, Cultura, Sport, Scienza e Tecnologia, che viene dato al vincitore di un torneo di Kendama per gli studenti delle scuole elementari, ci sono tornei sia per gli studenti e adulti sparsi in tutto il paese, e i Kendamari appassionati stanno lavorando per aumentare la popolarità del gioco d'oltremare.

## I vari tipi di Kendama
È pensiero diffuso che il Giappone sia il paese in cui viene prodotto il maggior numero di modelli di Kendama: esistono qui Kendama fatti a mano, il Kendama baseball (a forma di una mazza da baseball) ed il Kendama orrore  (con una faccia spaventosa dipinta sulla palla). Una versione digitale del 1998 - denominata Digi-ken -, prodotta in plastica trasparente e contenente un chip, non ebbe successo commerciale. Negli ultimi anni tuttavia si sono fatti conoscere importanti produttori di Kendama statunitensi, grazie alla enorme diffusione che questo sport sta avendo negli Stati Uniti. Prova ne è il fatto che il campione del mondo del 2016 sia stato proprio un americano: Bonz Atron. Non ultimi, ottimi produttori di Kendama europei stanno diventando famosi al punto che raramente si vedono giocatori professionisti utilizzare kendama prodotti in Giappone per le attuali competizioni, preferendo marche americane ed europee.

## Varie tecniche di impugnatura
Il Kendama può sembrare facile, ma in realtà è molto difficile riprodurre i vari movimenti. Per giocare al Kendama è necessario molto senso di equilibrio, e non sono solo le mani che contano. Il giocatore deve utilizzare anche il resto del corpo abilmente, soprattutto le ginocchia, per ammortizzare. Il modo in cui Kendama si svolge è chiamato il grip.
Esaminiamo le cinque prese di base.
- Per eseguire l'ozara grip (tazza grande), è necessario utilizzare il pollice e l'indice per tenere il bastone con la punta rivolta verso il basso e la Coppa del centro verso l'alto. Mantenendo il medio e l'anulare sulla tazzina.
- Per il point grip, si tiene il bastone in modo tale che la coppa mezzo sia rivolta verso il basso e la punta verso l'alto.
- Il rosoku grip (candela) viene effettuato impugnando il bastone dalla punta che è rivolta verso il basso e la tazzina rivolta verso l'alto.
- Per eseguire il Tama grip (ball), bisogna tenere la palla con il foro rivolto verso l'alto.
- Per il secret grip, si tiene la tazza grande e piccola tazza con le dita, con il bastone parallelo al suolo.

Mentre ci sono molte altre impugnature, i giocatori devono padroneggiare queste cinque che sono quelle base.

## Posizioni base
La postura ha un ruolo importante nel gioco del Kendama. Il giocatore inesperto deve tenere il tempo contando indicativamente "uno, due, tre!" a ritmo. In un primo momento, le ginocchia devono essere piegate. Poi, mentre il trick viene eseguito, devono essere raddrizzate. E, infine, devono essere piegate nuovamente quando la palla è catturata in una delle tazze. Questo ritmo è la chiave per iniziare a giocare al Kendama. Iniziando ad avere padronanza del gioco questi movimenti vengono spontanei e non bisognerà più contare tenendo il tempo.

## Movimenti base
Esistono diversi movimenti base nella disciplina del Kendama. Vengono di seguito elencati e spiegati.

### Ozara (tazza grande), chuzara (tazza media), e Kozara (tazza piccola)
Ozara (tazza grande), chuzara (tazza media), e Kozara (tazzina) sono le tre principali tecniche di base. Per eseguire una qualsiasi di queste, bisogna avere la palla appesa sotto il bastone, poi rapidamente portare la palla in aria e prenderla nella tazza voluta. (Tutti e tre questi movimenti vengono eseguiti allo stesso modo.) Assicurarsi di piegare le ginocchia, e cercare di prendere la palla come se fosse un uovo.

### Tomeken (pull up in)
Per eseguire tomeken (pull up in), si inizia avendo la palla appesa sotto il bastone, ma questa volta bisogna far cadere la palla in modo tale che venga infilzata dalla punta. Anche se questo può sembrare difficile, non è così difficile, una volta imparato a mantenere il buco della palla parallelo al terreno si ha più facilità ad eseguire il movimento.

### Hikoki (the airplane)
Per la tecnica successiva, invece di tenere il bastone, si terrà la palla. Questo è chiamato hikoki (aereo). Per questo movimento bisogna far roteare il bastone in modo tale da prendere la punta del bastone con il buco nella palla. Il segreto per eseguire questo trucco è anche quello di tenere le ginocchia flessibili e di cercare di prendere il bastone molto dolcemente. Questa è una tecnica base.

### Around Japan
Per eseguire l'Around Japan bisogna utilizzare il point grip (tenendo premuto il bastone sotto la tazza grande e piccola tazza con la punta rivolta verso l'alto) e lasciare penzolare la palla sotto il bastone. Quindi portare la palla in posizione di Kozara poi in quella di Ozara ed infine, lanciare nuovamente la palla ed eseguire il tomeken. Non importa se Ozara e Kozara vengono eseguite in ordine inverso. La chiave per la riuscita di questo movimento consiste nel mantenere sempre il foro della palla (Tama) rivolto verso se stessi. Anche questa è un trick base, dal quale progredire come kendamista.

## Impatto culturale
- Un kendama viene utilizzato come arma da Ganchan (ガンちゃん?, Ganchan), personaggio immaginario dell'anime del 1977 Yattaman.
- Un altro kendama viene utilizzato come arma dal personaggio Genis nel videogioco Namco Tales of Symphonia.
- Nell'anime MÄR, Babbo, l'ÄRM del protagonista ha la forma di un kendama.
- La versione francese del kendama, il bilboquet, è il passatempo di uno dei protagonisti del romanzo Il testamento Donadieu di Georges Simenon.